# برج الطاير
برج الطاير، أو برج منازل الصفا، هو برج سكني مكون من 59 طابقًا في دبي، الإمارات العربية المتحدة، تقع المباني على طول طريق الشيخ زايد ويجعلها قريبة من وسط مدينة دبي (المنطقة التي تضم برج خليفة ودبي مول) والخليج التجاري، تم الانتهاء من تصميم البرج في عام 2005، لكن الأعمال الأرضية لم تبدأ حتى ربيع عام 2006. بدأ المبنى في الارتفاع فوق مستوى سطح الأرض في ديسمبر 2006. ووضع أول زجاج على المبنى في أبريل 2007، لكن هذا كان عبارة عن نافذتين فقط، ولكن لم تبدأ الكسوة الرئيسية حتى سبتمبر. يحتوي البرج على 244 شقة بمساحات مختلفة. ومرآب للسيارات مكون من 11 طابقًا خلف البرج، والذي قامت شركة الشعفار للمقاولات العامة ببنائه.

## أحداث
في 30 أبريل 2012، احترق برج الطاير وتسبب بحرق أكثر من 100 وحدة سكنية دون وقوع إصابات.